# Глотківка Щоголева
Глотківка Щоголева (Erpobbdella stschhegolewi) — вид п'явок.

## Морфологічні ознаки
Тіло звужується до переду від пояска, його передній кінець злегка розширений. Задня присоска вужча ніж тіло, добре розвинена. Тіло вкрите шкіряними сосочками. Забарвлення темно-оливкове. Максимальна довжина тіла 73 мм при ширині 8 мм.

## Поширення
Чорноморське узбережжя Кавказу, Крим.

## Особливості біології
Населяє невеликі річки.